# Manufaktura

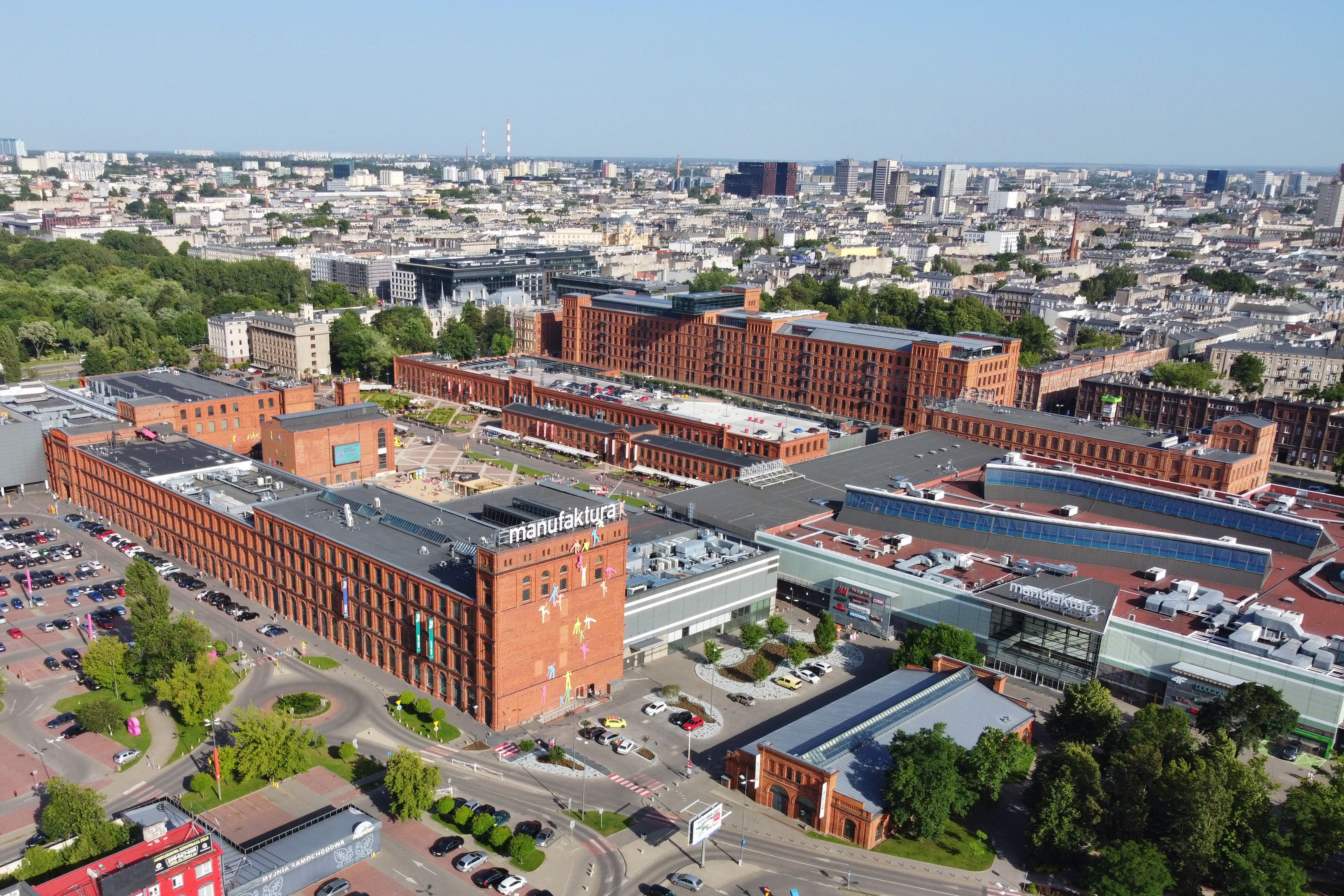
Manufaktura in Łódź

Manufaktura ist eines der größten Einkaufszentren Polens in der Stadt Łódź. Die vierjährige Renovierung dieser Einrichtung (der ehemaligen Weberei, des Kraftwerks, der Veredelungsräume und des Feuerwehrgebäudes) war das erste Beispiel für eine solche groß angelegte Revitalisierung des postindustriellen Raums in Polen.

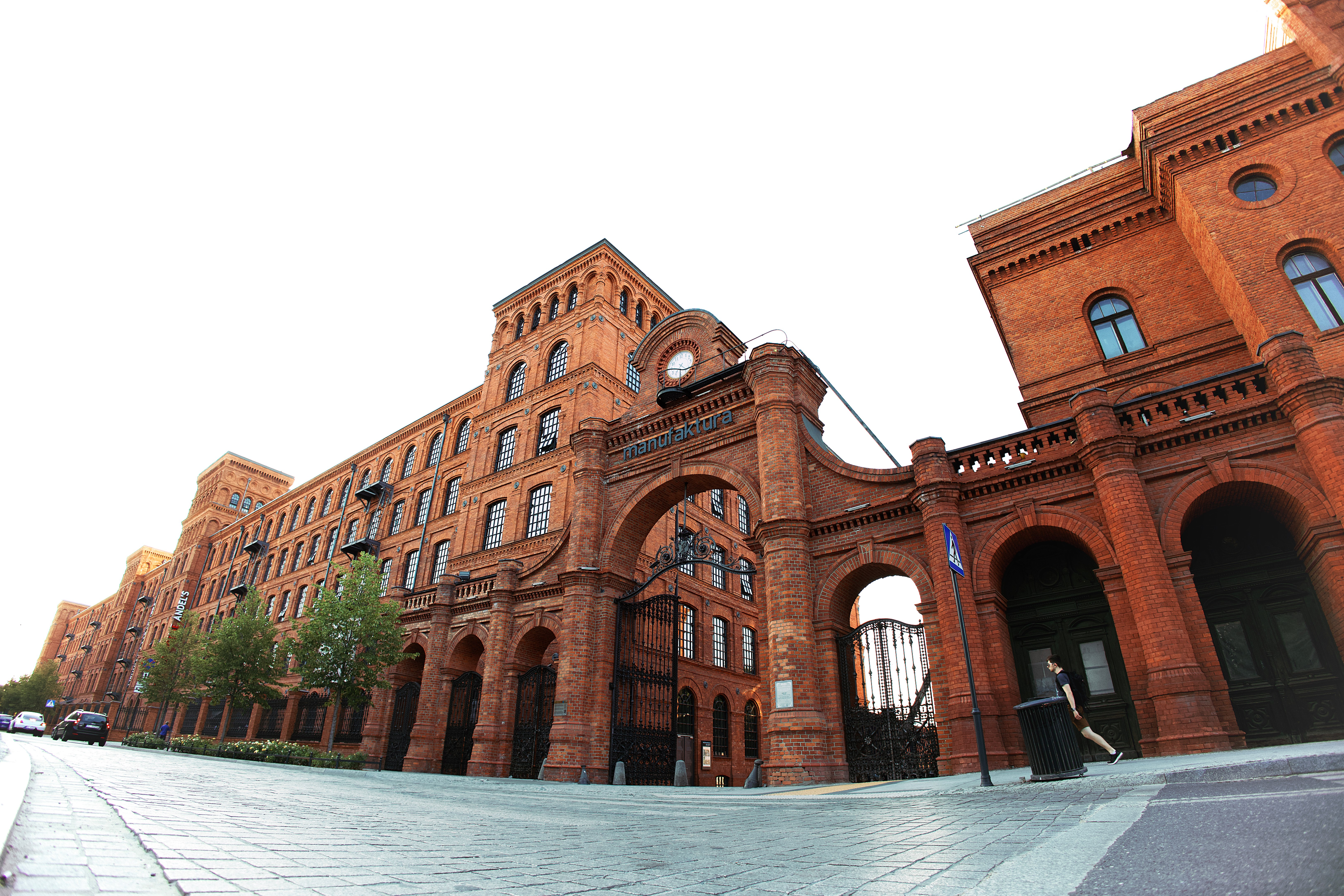
Manufaktura, Łódź
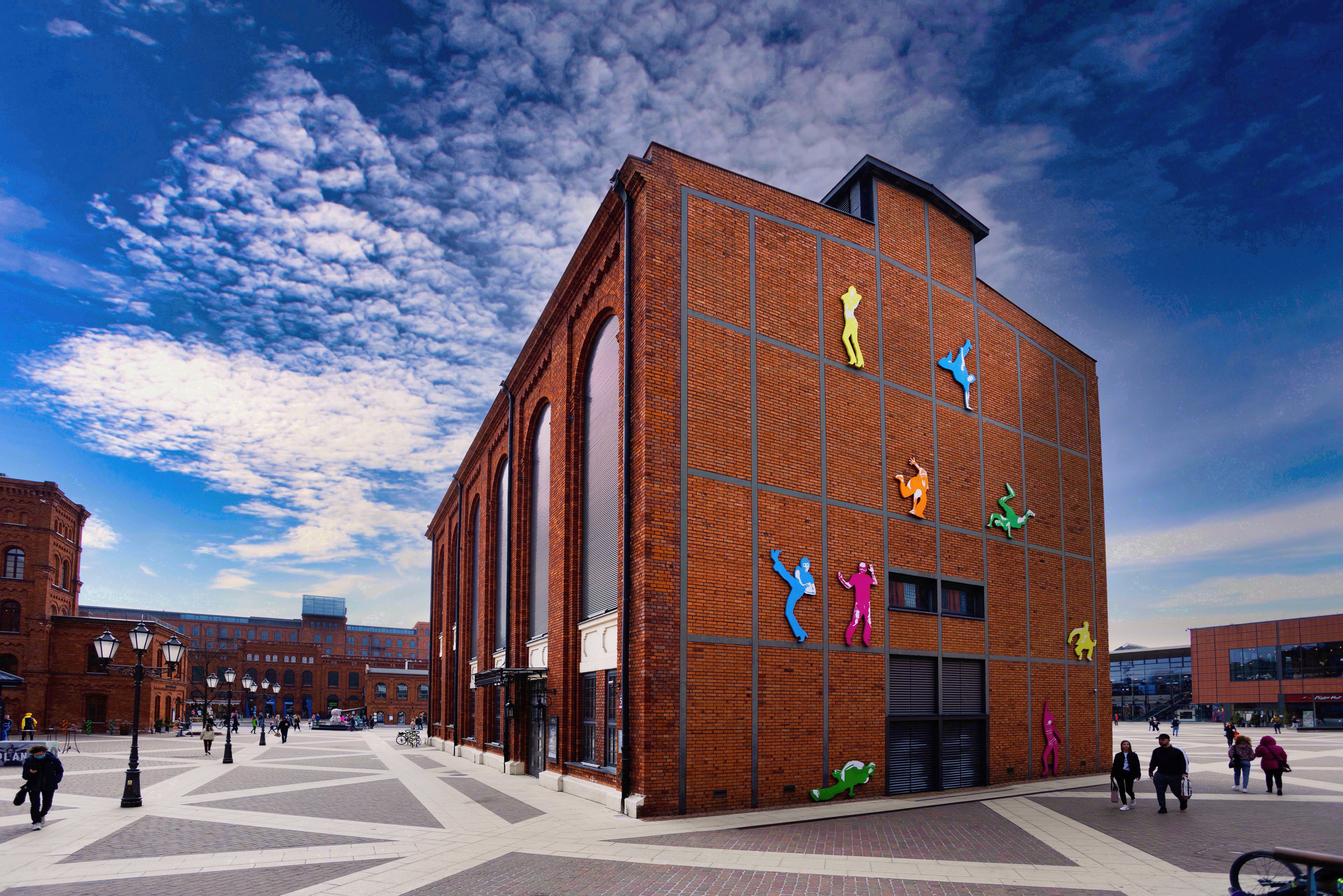
Der Lodzer-Textilarbeiterinnen-Marktplatz, Manufaktura
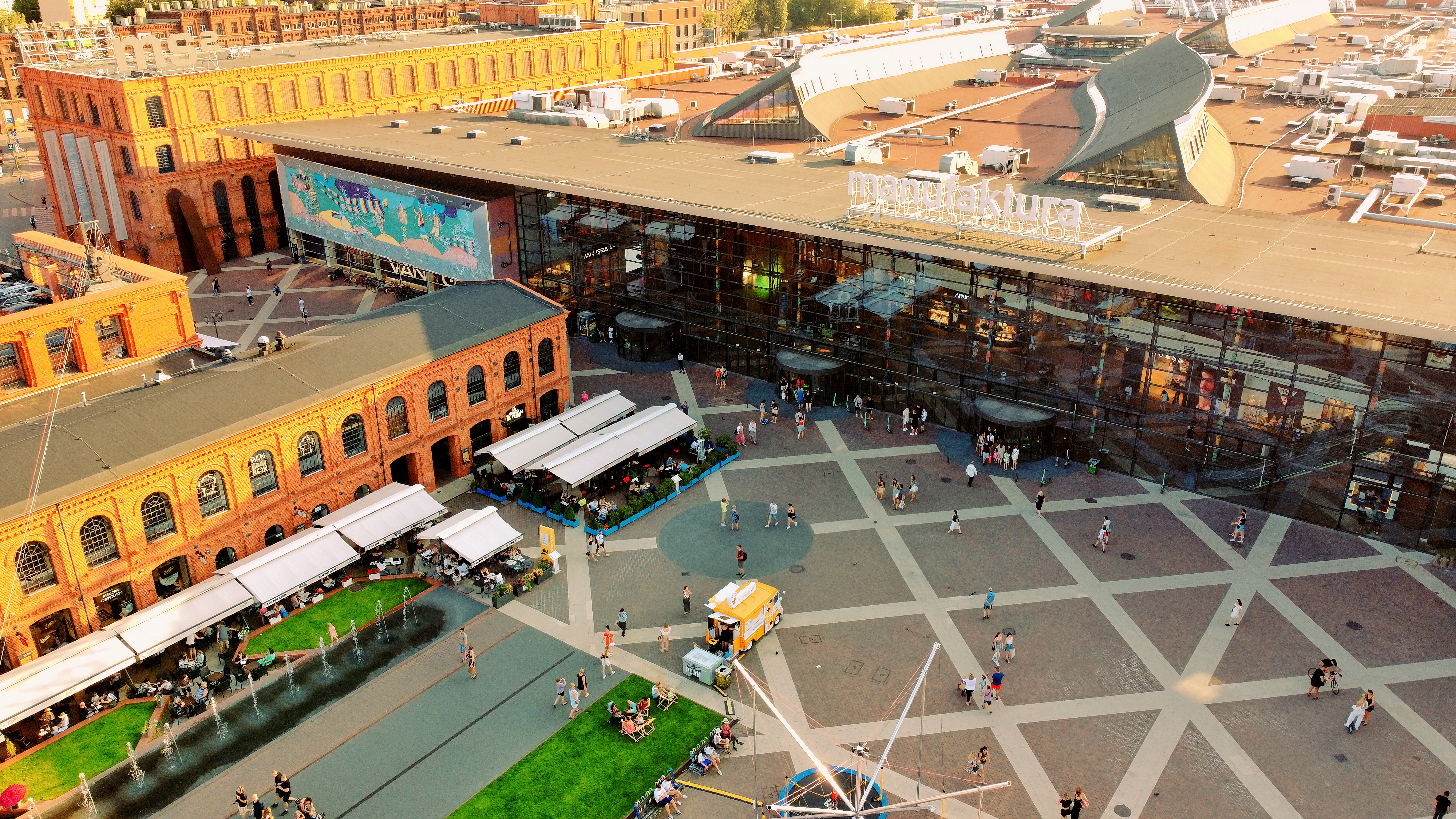
Der Lodzer-Textilarbeiterinnen-Marktplatz, Manufaktura
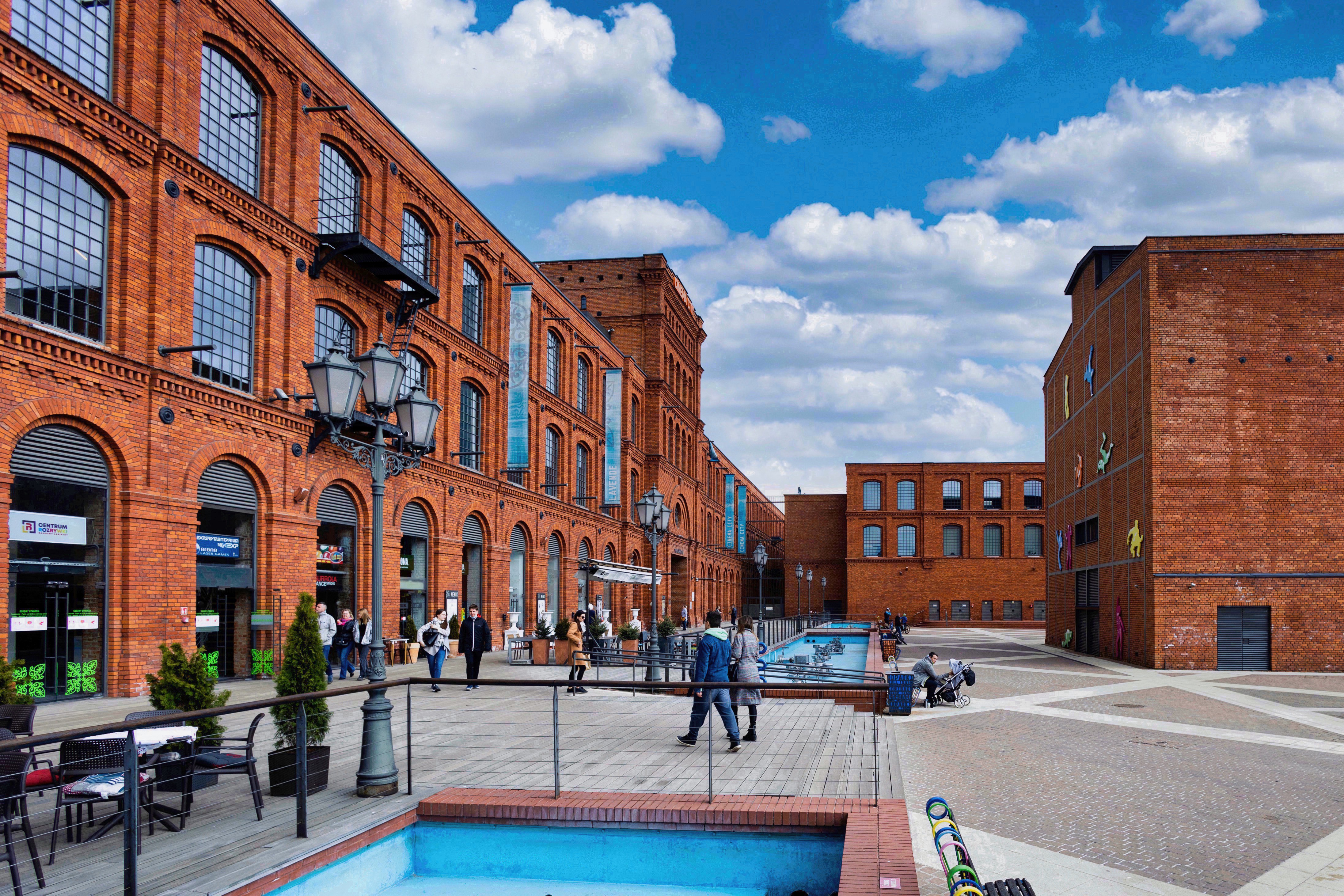
Manufaktura, Łódź

## Geschichte des Geländes

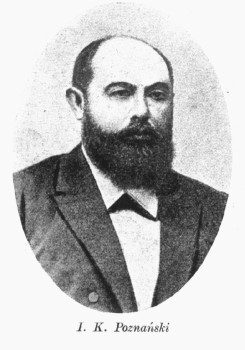
Izrael Kalmanowicz Poznański

Das Areal der heutigen Manufaktura war ursprünglich das Gelände der Textilfabrik von Izrael Poznański. Sie gehörte im 19. Jahrhundert zu den größten derartigen Fabriken weltweit. Das ausgedehnte Grundstück beherbergte neben den eigentlichen Fabriken auch Wohnungen für die Arbeiter, ein Elektrizitätswerk, Schulen usw.
Izrael Kalmanowicz Poznański kaufte im Jahre 1871 die ersten Grundstücke auf der Westseite der Neustadt entlang der Ogrodowa-Straße und er begann sein eigenes „Baumwollen-Reich“ zu bauen. Ein Jahr später hat er die erste Weberei mit zweihundert englischen mechanischen Webmaschinen, die mit einer Dampfmaschine angetrieben wurden, in Betrieb genommen. Von Jahr zu Jahr wurde die Fabrik um weitere Webereien, Bleicherei, Appreturanstalt, Spinnerei, eigene Gasanlage und Feuerwache erweitert. Der reiche Industrielle begann, eine prächtige Residenz zu bauen, die heute eines der bekanntesten Baudenkmäler in Łódź ist.

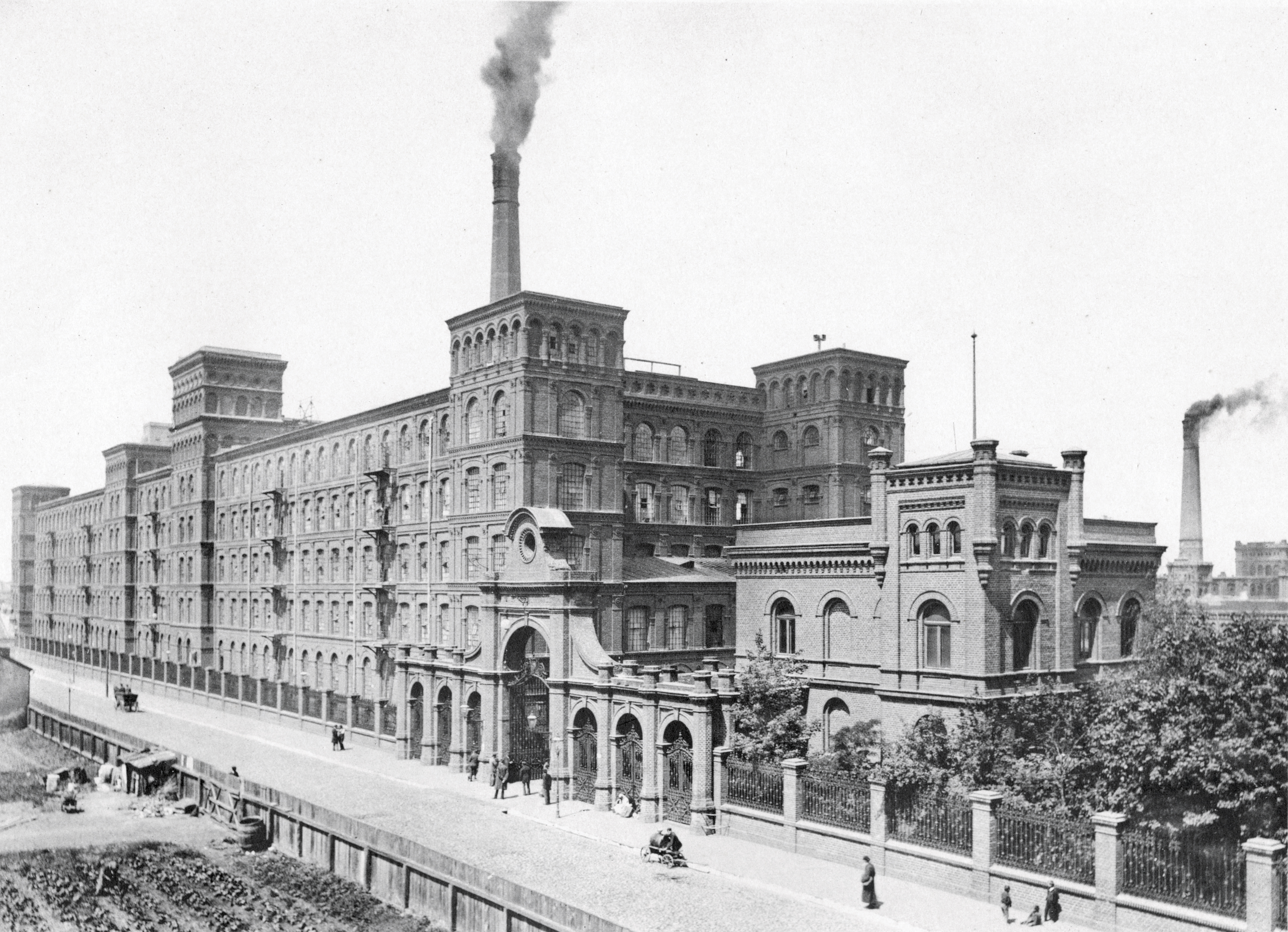
Poznański Baumwollen-Reich

Am Ende seines Lebens zählte Poznański mit seinem Vermögen von etwa 11 000 000 Rubel zu den reichsten Industriellen im Königreich Polen. Nach seinem Tod wurde das Familienunternehmen - eine riesige Fabrik mit der damals sehr modernen Siedlung von mehrgeschossigen Arbeiterhäusern von seinem ältesten Sohn Ignacy Poznański übernommen. Er beendete die Bauarbeiten an der Residenz und setzte den Ausbau der Fabrik und der Arbeitersiedlung fort. Der offizielle Name des Betriebs lautete die Aktiengesellschaft für Baumwollwaren I.K. Poznański in Lodz. Im Jahre 1913 lag die Zahl der Arbeitnehmer der Textilfabrik bei 7.000. Im Ersten Weltkrieg und in der Zwischenkriegszeit kamen finanzielle Rückschläge für die Aktiengesellschaft. Die bei den Banken verschuldete Familie verlor ihre Position im Unternehmen.
Im Zweiten Weltkrieg wurde die Fabrik von den Deutschen enteignet und nach Ende der deutschen Besatzung verstaatlicht. Nach dem Ende der Volksrepublik Polen wurde 1991 die Insolvenz des Unternehmens festgestellt; 1992 wurde es geschlossen. 1999 meldete das Unternehmen Apsys Polska Interesse an, das Gebiet der ehemaligen Textilfabrik zu einem Einkaufs- und Erlebniszentrum umzufunktionieren. Die französischen Fonds Foncière Euris und Paris Orléans ermöglichten dank ihrer Mitfinanzierung des Projektes die Revitalisierung des Stadtteils. 2002 erteilte die Stadt Łódź die Genehmigung für die Errichtung der Manufaktura und im darauffolgenden Jahr begannen die Arbeiten. Die Eröffnung erfolgte am 17. Mai 2006.
Im Jahr 2012 wurde Manufaktura vom deutschen Investmentfonds Union Investment Real Estate GmbH gekauft. Die Transaktion wird auf 350–400 Millionen Euro geschätzt.

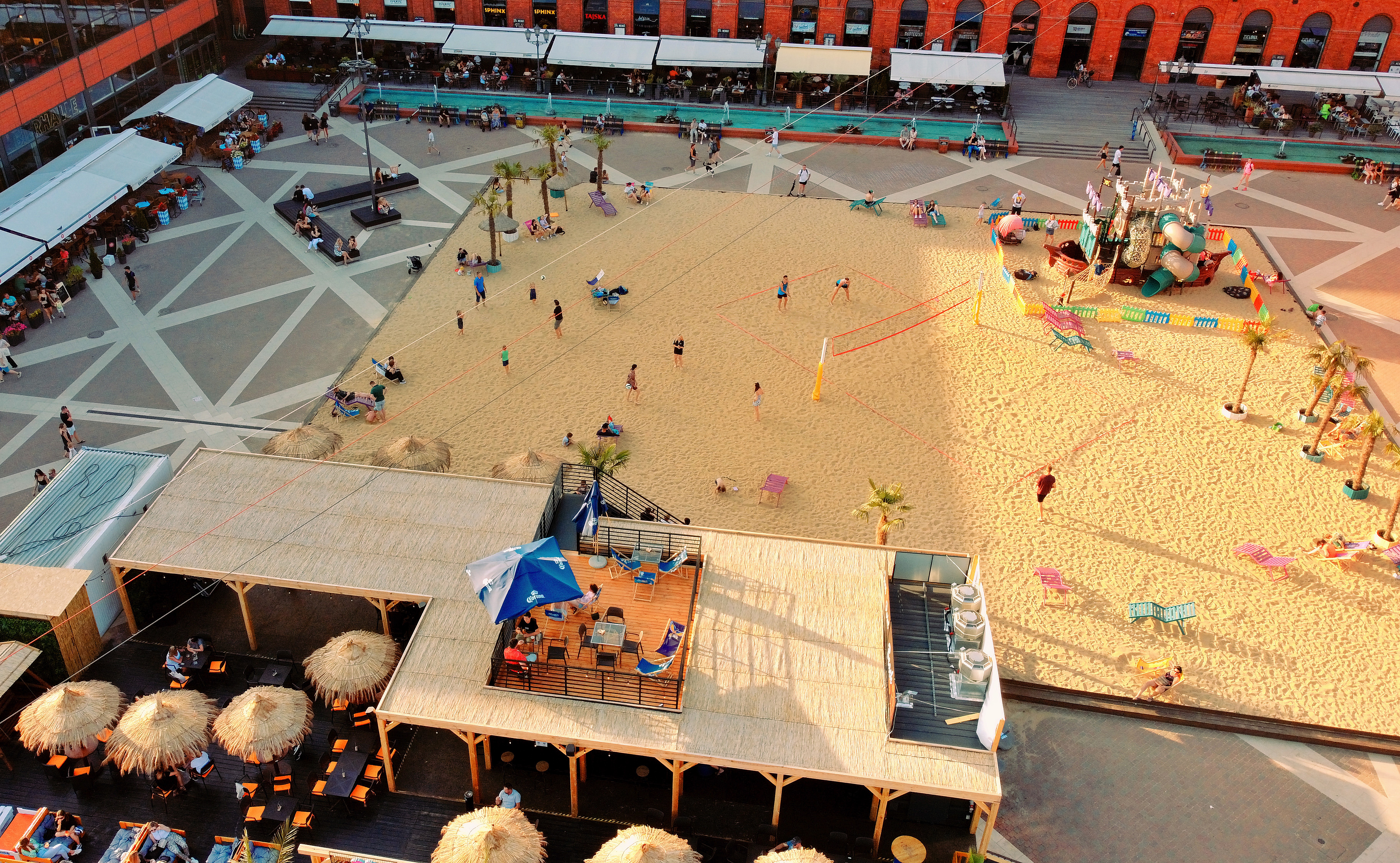
Ohne Sandstrand im Sommer, Manufaktura

## Revitalisierung
Während der drei Jahre lang dauernden Bauzeit waren bei der Restaurierung der historischen Gebäude und deren Backsteinfassade und bei Errichtung eines modernen, umweltfreundlichen Einkaufszentrums mehr als 2,5 Tausend Mitarbeiter beschäftigt. Erneuert wurden 45 000 m² der Ziegelfassaden und 12.500 m² der Metallfenster. Es wurden 95 000 m² Neubau errichtet. Bei der Wiederherstellung der Eigenschaften des Baukomplexes unter den wachsamen Augen des Denkmalpflegern wurden die neuesten Konstruktions- und Projektlösungen sowie die innovativsten Techniken bei Steuerung über die einzelne Systeme angewandt.
Insgesamt wurden 90 000 m² der historischen Innenräume restauriert und 600 Bäume gepflanzt. Die gesamte Investition kostete ca. 200 Millionen Euro.

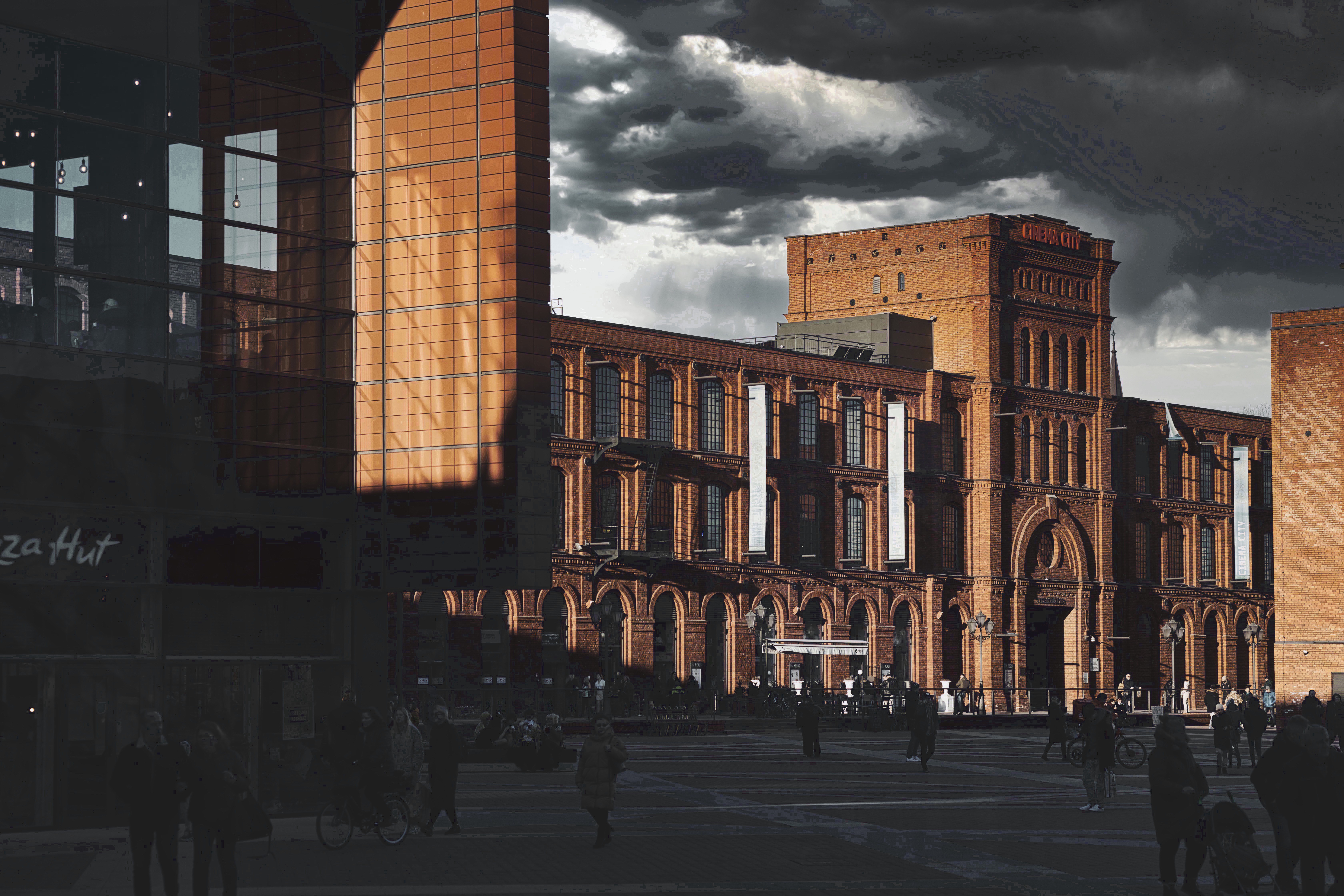
Manufaktura, Łódź

## Gelände

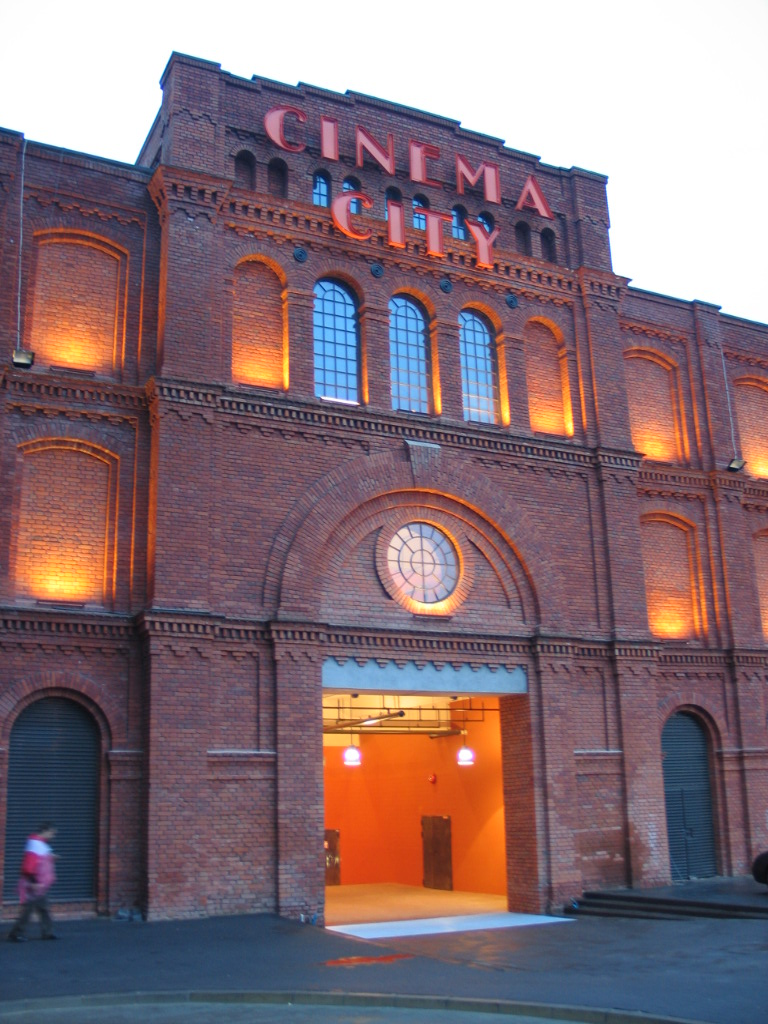
Eingang zum Kinokomplex

Die Geländefläche umfasst ein Gebiet von 27 Hektar mit vier Kilometern Straße. Die über 300 Mieter nutzen eine Verkaufsfläche von elf Hektar.
Auf dem Areal befindet sich eine große Anzahl von Geschäften und Restaurants (z. B. eine Bierhalle) unterschiedlicher Größe mit verschiedenen Waren- und Gastronomieangeboten. Weiterhin gibt es eine Bowlingbahn, 14 Kinosäle, ein 3-D-Kino und weitere zusätzliche Unterhaltungsangebote.
Darüber hinaus stehen auf dem Gelände ein Fabrikmuseum, das die Geschichte der Fabrik zeigt, und ein Museum für moderne Kunst. Einen großen Teil des Areals nimmt mit dem Vier-Sterne-Hotel „Vienna House Andel’s Lodz“ das modernste und teuerste Hotel von Łódź ein.
Im Sommer kann man hier am Stadtstrand und im Winter auf der Eisbahn entspannen.